# Sumber Makmur (Banding Agung)
Sumber Makmur is een bestuurslaag in het regentschap Ogan Komering Ulu Selatan van de provincie Zuid-Sumatra, Indonesië. Sumber Makmur telt 416 inwoners (volkstelling 2010).